# Capitale sociale (scienze sociali)
Capitale sociale in sociologia indica la rete di relazioni di cui una persona dispone e può sfruttare per conseguire i propri scopi; in scienza politica intende l'insieme di regole, norme, valori e organizzazioni che facilitano la collaborazione e il conseguimento degli obiettivi all'interno di gruppi o tra gruppi sociali diversi. 

## Origini del concetto
La prima menzione di capitale sociale è in un articolo del 1916 seguito da un saggio del 1920 di Lyda Judson Hanifan, un riformatore scolastico della Virginia occidentale. Egli sosteneva che: "il capitale sociale si riferisce a quei beni intangibili che hanno valore più di ogni altro nella vita quotidiana delle persone: precisamente, la buona volontà, l'appartenenza ad organizzazioni, la solidarietà e i rapporti sociali tra individui e famiglie che compongono un'unità sociale". Una definizione più recente, coniata da Jane Jacobs in The death and life of great american cities del 1961, intende le relazioni interpersonali informali essenziali anche per il funzionamento di società complesse ed altamente organizzate. Il tema è stato studiato dall'economista statunitense Gary Becker, Premio Nobel per l'economia nel 1992. Bourdieu (1980, p. 119) ha definito il capitale sociale come «la somma delle risorse, materiali o meno, che ciascun individuo o gruppo sociale ottiene grazie alla partecipazione a una rete di relazioni interpersonali basate su principi di reciprocità e mutuo riconoscimento». Si tratta quindi di una risorsa individuale, che è connessa all'appartenenza a un gruppo o a una rete sociale, ed è collegata all'interazione tra le persone.
Chi inizia a farne uno strumento di analisi sociale è Glenn Loury che, nel 1977, nella sua ricerca sulla disuguaglianza negli stipendi dovuta alla razza, critica le sanzioni legali contro i datori di lavoro rei di discriminazioni e i programmi attuati dalle imprese per ridurre questo divario come misure sterili e improduttive. La povertà dei lavoratori di colore viene ereditata dai figli che godono di minori risorse materiali e hanno sfruttato opportunità educative meno formative dei bianchi, quindi dispongono di un più scarso capitale economico e umano rispettivamente.
I giovani neri, però, manifestano anche un insieme di conoscenze e relazioni col mercato del lavoro più superficiale e limitato e una certa mancanza di informazioni riguardanti le eventuali opportunità che potrebbero cogliere, mostrando quindi anche un più carente possesso di capitale sociale. Se la scarsità di risorse economiche, culturali e relazionali dei giovani neri condiziona negativamente la loro capacità di accesso al mercato del lavoro, a detta di Loury le teorie economiche classiche perdono di efficacia esplicativa, propense come sono a vedere le differenze individuali nella resa produttiva e quindi nel guadagno determinate soltanto dal livello delle competenze lavorative di ciascuno.
L'autore ha scritto in proposito: "Nessuno percorre la strada completamente da solo. Il contesto sociale in cui avviene la maturazione individuale condiziona fortemente ciò che individui ugualmente competenti possono ottenere".

## Capitale come livello di risorse
Il "capitale" è un concetto economico indicante l'insieme dei mezzi umani, materiali e finanziari necessari per la produzione di beni e servizi (capitali finanziari e capitali fisici). Anche il capitale sociale può essere inteso in questa accezione, sebbene abbia un significato più ampio, non limitato alle scienze economiche. Lo si può definire come l'insieme delle risorse di tipo relazionale durature che un attore sociale (individuo, gruppo ecc.) può utilizzare, insieme ad altre risorse, per perseguire i propri fini. Relazioni che esistono indipendentemente dai fini e dalla loro mobilitazione o meno. Pizzorno nei suoi studi distingue 2 tipi di capitale sociale:
- capitale sociale di solidarietà (cioè che deriva dall'appartenenza ad un gruppo)
- capitale sociale di reciprocità (cioè che deriva dalle relazioni sociali e non dall'appartenenza)

In sostanza distingue l'elemento relazionale (dipendente dalle reti create nella socializzazione) da quello strutturale (derivato dall'appartenenza ad un gruppo).

## La teoria sociale di Coleman
Il sociologo James Coleman ha utilizzato il concetto di capitale sociale nella sua costruzione di una teoria sociale generale imperniata sull'assunto della fondamentale razionalità degli esseri umani, ma che - proprio grazie al capitale sociale - risulta opposta alla tesi individualista tipica dell'economia classica e neoclassica.
La sua categorizzazione del capitale sociale è molto diffusa nelle opere che hanno lo stesso argomento ed è utile richiamarla.
Basandosi sulle relazioni di "autorità", di "fiducia" e di "norma", Coleman ha definito le seguenti forme che può assumere il capitale sociale:
- "Credit-slip": forma tipica dell'età precedente alla modernità economica, ma non per questo scomparsa, è caratterizzata dal controllo della rete di capitale sociale da parte del capofamiglia, e dalla possibilità, per ogni componente della famiglia, di vedere attivato tale capitale sociale per il proprio interesse (da ciò il nome: ogni componente della famiglia può "esigere" un credito).
- "Canali informativi": relazioni di qualunque tipo che, all'occorrenza, vengono usate al fine di raccogliere informazioni.
- "Norme e sanzioni": relazioni di tipo prescrittivo e repressivo che impediscono il dilagare della devianza e spesso anche il cambiamento.
- "Relazione di autorità": attribuiscono il potere-diritto di controllare e decidere.
- "Organizzazione sociale appropriabile": possibilità di utilizzare una relazione sociale per un fine diverso da quello per il quale è nata.

A queste forme, basata sull'informalità delle strutture di relazione diretta, Coleman oppone le "organizzazioni intenzionali", che vengono costruite di proposito al fine di avere altro capitale sociale - si tratta di quelle che, nella sociologia dell'organizzazione, sono appunto dette organizzazioni.
Coleman tra l'altro sostiene (1990) che «è l'organizzazione sociale a costruire il capitale sociale, e in ciò si facilita il perseguimento di fini che non sarebbero affatto raggiungibili in sua assenza o che comunque sarebbero affatto raggiungibili in sua assenza o che comunque sarebbero raggiunti solo a prezzi molto elevati». Gli elementi fondamentali sono due: il livello di fiducia presente nell'ambiente sociale (l'aspettativa che le obbligazioni sociali siano ripagate) e il numero delle obbligazioni in atto. Perciò il capitale sociale è, nello stesso tempo, un attributo del sistema, quindi dipendente da norme, istituzioni, aspetti organizzativi, e risorsa individuale. Il c.s. collettivo influenza le possibilità per i singoli di costruirsi c.s. personale. Tuttavia, in un determinato contesto, i singoli soggetti possono differire notevolmente tra loro quanto a c.s. individuale. Inoltre, è spesso un sottoprodotto di attività intraprese per altri scopi. Ad esempio, un'associazione di residenti nata per contrastare un determinato progetto, può poi utilizzare i legami formati nell'ambito di quest'obiettivo per gli scopi più diversi.

## L'approccio di Putnam
L'approccio di Coleman, sostiene Belussi (2002), è di tipo “micro”, mentre quello di Putnam opera una concettualizzazione “macro” del fenomeno, in quanto analizza e confronta le prestazioni di diverse società civili in relazione ai livelli di fiducia collettiva e di c.s. Infatti, Robert Putnam (2004), esamina due aspetti fondamentali che rendono vantaggiosa la presenza di elevati livelli di capitale sociale nella società: il primo è che esso rappresenta un meccanismo che determina l'osservanza di un comportamento collettivamente desiderabile (ad esempio, dove gli indicatori segnalano alti livelli di capitale sociale presenti nella società, i livelli di criminalità sono relativamente bassi, e viceversa). Il secondo è che “lubrifica” gli ingranaggi che permettono alla società di progredire senza intoppi, in quanto dove le persone si fidano tra loro e sono sottoposte a ripetute interazioni con i propri concittadini, gli affari e le transazioni sono meno costosi.
Anche a livello individuale, per Putnam, gli effetti del c.s. sono benefici, risultando statisticamente che le persone con vita ricca di capitale sociale affrontano con maggiore successo traumi e malattie. L'isolamento sociale, all'opposto, provoca danni non solo al benessere psichico, ma anche al sistema immunitario e a varie funzionalità biologiche, come verificato da numerosi studi, non solo sull'uomo ma su tutti gli animali che normalmente vivono una vita in gruppo. Putnam dimostra che negli Stati nordamericani dove, in base ad indicatori statistici, i livelli di capitale sociale risultano più elevati, corrispondentemente risultano più bassi i valori di indicatori quali, ad esempio, il tasso di mortalità per cancro, la diffusione dell'alcolismo, le morti per suicidio, la mortalità infantile. Dimostra anche che, prendendo come riferimento lo stesso Stato, negli anni in cui si verifica una diminuzione delle connessioni sociali aumentano i casi di depressione e suicidio (Hunout 2003-2004).

## Altri approcci al capitale sociale
Per il politologo statunitense Francis Fukuyama (1996) il capitale sociale è una risorsa che è presente dove prevale, in tutta o in parte della società, la fiducia.
Similmente, secondo Pittamiglio (2003) è costituito dall'insieme delle risorse, concretamente e immediatamente disponibili, che derivano sia dalle reti in cui il soggetto è inserito che dalla posizione che il soggetto stesso assume in ciascuna rete. Si tratta delle reti interpersonali amicali, che inglobano al loro interno reti di categoria, di relazioni e interazioni economiche, di scambi culturali e di informazioni. Ovviamente si tratta di reti soggette a continui cambiamenti, che determinano variazioni nel capitale sociale disponibile.
Come evidenzia Burt (1998), il capitale sociale è una qualità che scaturisce dall'interazione tra persone, mentre il capitale umano è una qualità dell'individuo. Perciò, il capitale sociale è il complemento contestuale del capitale umano. Croce e Ottolini (2003) sottolineano che il c.s. non risiede, come il capitale umano, nelle persone, ma tra le persone. Lo stesso Bordieu (1980) precisava ulteriormente che il volume di capitale sociale posseduto da un particolare agente dipende dall'ampiezza dei legami che può efficacemente mobilitare e dal volume di capitale (economico, culturale e simbolico) detenuto da ciascuno di coloro cui è legato.
Il c.s. è quindi distinto dagli altri tipi di capitale che possono essere posseduti, ma è legato a tutti i tipi di capitale in possesso di coloro con cui si sono instaurati legami sociali di tale tipo. Mentre Fukuyama precisa che il capitale sociale differisce dalle altre forme di capitale in quanto si costituisce e viene tramandato con meccanismi culturali, e non può essere acquisito con una decisione razionale di investimento, come per le altre forme di capitale. A quest'ultima affermazione si potrebbe obiettare che, in realtà, è possibile che un individuo adotti in maniera razionale una strategia volta a migliorare il proprio capitale sociale, ad esempio cercando di privilegiare, a questo scopo, determinati contatti sociali rispetto ad altri.
Infatti, per Mutti A. (1998) il capitale sociale è costituito da relazioni fiduciarie, sia di tipo forte che debole, formali e informali, regolate da norme che definiscono, anche in modo flessibile, forma e contenuti degli scambi, regolati anche da sanzioni sociali di vario tipo. La rete di relazioni è il prodotto, intenzionale o inintenzionale, sia di strategie di investimento sociale, sia di eredità ascrittive (come per le relazioni parentali e di ceto). Il c.s. ha la natura di bene pubblico, nel senso che coloro che rafforzano queste strutture di reciprocità producono benefici per tutti gli individui che fanno parte di tali strutture.
Attraverso il capitale di relazioni si rendono disponibili risorse cognitive o normative (la fiducia) che permettono ai detentori di realizzare obiettivi altrimenti non raggiungibili, oppure ottenibili a costo maggiore (Trigilia, 2001).
Il concetto di “beni relazionali» proposto da Donati (1991), Colozzi (2005), indicante «un tipo specifico di beni che nascono dalle relazioni e attraverso le relazioni fra persone e consistono essenzialmente in queste stesse relazioni» (Colozzi, 2005, p. 13) appare sostanzialmente sovrapponibile a quello di c.s. Anche l'antico concetto cinese di guanxi (kuan-hsi), che descrive l'importanza accordata dalla cultura cinese alla coltivazione dei legami personali (Wong e Salaff, 1998), si inserisce in questo discorso.
Secondo Bianco ed Eve (1999) e Morlicchio (1999) gli elementi fondamentali del c.s. sopra evidenziati, hanno dato luogo a processi di ricerca distinti. Alcuni, come Fukuyama, Putnam e, in Italia, Mutti, privilegiano l'aspetto collettivo del concetto, e il suo inserimento nel contesto. Altri, tra i quali Lin e Granovetter, che peraltro usano poco il termine di capitale sociale, danno più spazio alle risorse individualmente manipolabili. Come noto, Granovetter predilige parlare di «legami», mentre Lin usa soprattutto il termine «risorse». Questo approccio più “individualista” serve anche ad evitare le critiche di chi, come Sanderfur e Laumann, (1998) tende a considerare il c.s. come «una metafora che riassume idee sociologiche già esistenti». Negli scritti degli economisti, si trova più spesso la definizione, che pare molto simile, di beni relazionali da essi definiti come «quell'insieme di culture, valori, rapporti, interconnessioni, sinergie che consentono una produttività più diffusa e superiore a quella ottenibile da individui di uguale capitale umano e fisico ma operanti isolatamente o in un altro assetto relazionale» (Fondazione Giacomo Brodolini, 1997).
Si può rilevare che in alcuni autori il concetto di capitale sociale si sovrappone a quello di fiducia interpersonale. Ma mentre la fiducia è un fenomeno soggettivo, il capitale sociale va considerato un insieme oggettivo o rete di relazioni sociali. Pizzorno (2001) contesta quella parte della letteratura che tende a far coincidere le relazioni che formano capitale sociale con ogni tipo di relazione sociale. In realtà, tra le prime non possono essere ricomprese, ad esempio, le relazioni di semplice scambio, quelle di mero incontro senza seguito di relazione, e tutti i tipi di relazione conflittuale. Sono portatrici di capitale sociale solo le relazioni che comportano forme di solidarietà o reciprocità e in cui l'identità dei partecipanti sia riconosciuta. A tale proposito, lo stesso Pizzorno (2001, p. 27/29) distingue tra «capitale sociale di solidarietà» che è sostenuto da legami di tipo forte, e «capitale sociale di reciprocità» che si manifesta più probabilmente mediante legami di tipo debole (nell'accezione di Mark Granovetter). Per Ambrosini (2005), nelle reti di immigrati, il c.s. di solidarietà, che sarebbe il meno utile, è, in molti casi, cospicuo, mentre quello di reciprocità, (che sarebbe il più indicato ad uscire dalla logica ristretta del gruppo etnico che potrebbe portare ad emarginazione rispetto alla società più ampia) risulterebbe più carente.
Mutti (2003) sottolinea, commentando l'apporto di Putnam, gli aspetti di cooperazione, di stabilità nel tempo, di reciprocità e fiducia, intrinseci al concetto di capitale sociale, ed avverte che è sbagliato, come fanno alcuni autori, esaurirne il significato nella semplice rete di relazioni personali, il che finirebbe per toglierne ogni specificità rispetto a termini come “reticolo personale” o “interazione sociale”.
Secondo Magatti (2002) Il capitale sociale è quindi un concetto che può assumere una pluralità di significati, il che lo espone ad ambiguità e contraddizioni. Tuttavia, l'elemento che si trova trasversalmente presente nel tipo di relazioni in cui si può parlare di c.s. è quello dell'informazione, che è generalmente (ma non sempre) non costosa, pluridirezionale e non necessariamente intenzionale. Quando il passaggio dell'informazione non avviene in modo neutro, si parla di “influenza”, e si collega fortemente all'elemento fiducia.
Un intervento pubblico può migliorare i livelli di capitale sociale nella società. Esso, infatti, per la capacità di accrescere il livello di fiducia e migliorare la diffusione delle informazioni deve essere considerato un elemento fondamentale per limitare le disuguaglianze ed accrescere lo sviluppo (Sabatini, 2004).
Godechot e Mariot (2004) distinguono due forme relazionali suscettibili di funzionare come capitale sociale: una aperta, diversificata e "porosa" e l'altra densa, chiusa e stabile. La prima è più adatta alla ricerca di vantaggi individuali all'interno di un gruppo, la seconda favorisce la mobilitazione di un gruppo nella concorrenza con altri gruppi. La prima forma, inoltre, favorisce l'evidenziarsi del merito individuale e l'ottenimento o il miglioramento di una posizione personale, mentre la seconda determina la costituzione di una rete più densa e coesa su base istituzionale, che favorisce la difesa, la riproduzione o l'estensione di un'organizzazione nei confronti della concorrenza. Collier (1998) distingue tra government social capital (riguardante leggi e norme ufficiali, contratti) e civil social capital (concernente valori comuni, tradizioni, norme informali, associazioni su base spontanea o volontaria). Ancora Pizzorno (2001, p. 31), definisce «mobilitazione di capitale sociale» una relazione nella quale un soggetto ne aiuta altri poiché ciò fa crescere il prestigio di una determinata unità collettiva.
Mutti (1998) ha attuato un programma di ricerca che pone in stretta relazione la presenza di capitale sociale con lo sviluppo, e anche con la modernizzazione. Gli attori che agiscono all'interno di reti formali ed informali, agiscono, secondo questo autore, da ponte tra tradizione e modernità, favorendo l'estensione dei processi cooperativi basati sulla fiducia. Lo sviluppo viene visto non come un processo che supera gli ostacoli, ma piuttosto come un'azione di mobilitazione di risorse preesistenti. D'altra parte, ammette anche Mutti, le teorie sul capitale sociale incontrano difficoltà nel risalire da una dimensione micro ad una macrosociale. Pertanto, studiare lo sviluppo basandosi sul capitale sociale può dare solo un punto di vista parziale.
Secondo Sciolla (2002) (così come per Fukuyama –1996, trattando della fiducia), anche la famosa indagine di Max Weber sulle sette protestanti e il capitalismo si può considerare come una delle dimostrazioni che la formazione di associazioni settarie su base religiosa, fortemente selettive, era utile a creare un tessuto sociale (per il quale oggi si parlerebbe di capitale sociale), in grado di rispondere all'esigenza economico-produttiva di valutare su solide basi l'affidabilità delle persone con cui entrare in affari.

## Capitale sociale e società
Putnam (2004) lamenta un declino nella quantità di capitale sociale presente nella società americana, dove diminuiscono le tradizionali occasioni di formare legami sociali (rapporti di vicinato, partecipazione a club, associazioni, attività di volontariato, ecc.) che vengono sostituite da attività più individualistiche, nonostante la maggiore facilità che, apparentemente, esisterebbe oggi nelle comunicazioni.
Concordando con Putnam, Giaccardi e Magatti (2003) rimarcano che nell'epoca attuale si assiste ad un indebolimento dei legami sociali che sono la base del capitale sociale stesso. Essi ritengono che i sistemi di interesse e appartenenza diventano multipli e sempre più confusi. Si assiste ad una “rispazializzazione”, che da un lato rende più difficile per i gruppi sociali confermare fedeltà ai legami sul territorio, dall'altro vede con sospetto e diffidenza l'arrivo dei nuovi immigrati, spesso ritenuti poco inclini a riconoscere regole di vita condivise. Lo spazio sociale per cui ci si sente responsabili tende quindi a ridursi.
Fukuyama (1996) sostiene che le società con dotazione elevata di c.s. tendono ad un assetto economico fondato sulla grande impresa, guidata da manager di professione e con proprietà dispersa. Invece le società con dotazione ridotta di c.s. mantengono un assetto economico basato su imprese di piccola dimensione, a prevalente guida familiare. Ciò non è d'impedimento allo sviluppo economico, come dimostrerebbero i casi dell'Asia orientale e di alcuni distretti italiani, ma restringe i settori di possibile sviluppo. Secondo Mutti (1998a), tuttavia, nella sua analisi Fukuyama tenderebbe a trascurare sia il ruolo dello Stato come creatore di capitale sociale, sia la funzione svolta da reti di piccole imprese familiari in aree economiche con scarso livello di base dello stesso.
Li, Savage e Pickles (2003), con riferimento alla situazione in Inghilterra e Galles, ritengono che vi sia un rapido declino nelle possibilità di accesso al capitale sociale nelle classi operaie, e una sostanziale stabilità nella media borghesia.
Come le altre risorse, il capitale sociale si può accrescere e cumulare (ad esempio quando si aggiunge al proprio il capitale sociale del coniuge o dei suoceri) e può almeno parzialmente essere trasmesso per via ereditaria (Bianco e Eve, 1999). Un problema, come riferisce fra gli altri Putnam (2004), è però che chi possiede già elevati livelli di c.s. è favorito nelle possibilità di aumentarlo (il c.s. si autorinforza), mentre chi si trova nella situazione opposta troverà sempre difficoltà molto maggiori nel migliorare la propria situazione.
Coleman (1990) sostiene che il c.s. si crea quando le relazioni tra le persone cambiano in modi che facilitano l'azione. Si tratterebbe quindi di concetto che si concretizza nell'azione, nella realizzazione di progetti pratici (Piselli, 2001). Per Bianco ed Eve (1999), il c.s. è specializzato: le risorse relazionali sono importanti solo in determinati contesti e per particolari fini. Perciò, mentre è logico ritenere, ad esempio, che 15 anni di scolarità procurino più vantaggi di 8, non è altrettanto scontato che, in relazione al c.s., avere 15 amici sia più vantaggioso che averne 8. Un solo conoscente che detenga l'informazione giusta nel particolare momento è più utile di tanti amici generici.

## Incollaggio, ponte, collegamento
Come rilevano alcuni autori, esistono pure i lati negativi di un'elevata presenza di capitale sociale collettivo. Da Edward C. Banfield (1958), la famiglia viene considerata generalmente come una forma di bonding social capital, cioè di capitale sociale che ostacola la socializzazione della conoscenza e della fiducia. Si può rilevare (Harper, 2002) che questo tipo di c.s. è caratterizzato da legami di tipo forte. Putnam (2004), distingue tra associazioni di tipo bridging o inclusive e di tipo bonding o esclusive: sono le prime, dotate di partecipazione più eterogenea, a corrispondere ad una fiducia interpersonale generalizzata.
Altri autori (ad esempio Harper, 2002) aggiungono che il bridging social capital è caratterizzato da legami di tipo debole, reti meno dense e più estese, ed è tipico dei legami derivanti da legami amicali. Inoltre, viene aggiunto un terzo tipo, il linking social capital, che è caratterizzato da connessioni tra soggetti che occupano livelli diversi nell'ambito di una gerarchia o in una struttura organizzativa. Sabatini (2006) considera piuttosto quest'ultimo tipo come derivante dalla partecipazione ad associazioni di volontariato. D'altra parte, il bonding social capital non deve sempre essere visto con accezione negativa: ad esempio, l'assistenza a soggetti molto giovani o molto anziani, o malati, è spesso assicurata in maniera migliore da legami di questo tipo (Harper, 2002).

## Regolazione del capitale sociale
Putnam si domanda, constatato che il declino del c.s. negli Stati Uniti d'America corrisponde ad un aumento della tolleranza, se il guadagno in termini di libertà comporti un costo in termini di comunità. Cita pure il filosofo, dell'800, Bagehot, il quale scriveva «si può parlare della tirannia di Nerone e Tiberio, ma la vera tirannia è quella del vicino della porta accanto: Quale legge è tanto crudele quanto la legge di fare ciò che fa lui? (...) l'opinione pubblica è un'influenza che ci permea ed esige obbedienza» (in Putnam, 2004, pag, 431). Per Putnam, una società con alto capitale sociale e alto livello di tolleranza è una comunità civica; se il capitale sociale è alto e il livello di tolleranza è basso è una comunità settaria; se il capitale sociale è basso e la tolleranza è alta si ha una società individualistica (“ognuno pensa ai fatti suoi”); se il capitale sociale è basso e la tolleranza è bassa allora è una società anarchica (“guerra di tutti contro tutti”). Però osserva pure che, generalmente, chi è più attivo nella comunità e ricco di relazioni sociali è anche più tollerante verso comportamenti anticonvenzionali rispetto agli individui isolati.
Bianco e Eve (1999), così come Magatti (2002), parlano tra l'altro di orientamento, nel senso di prescrizione al conformismo, quando l'appartenenza a comunità dense di capitale sociale comporta l'obbligo di attenersi a determinati modelli di comportamento e norme, pena l'esclusione proprio da quel capitale sociale. Le barriere all'entrata di una specifica società possono diventare insormontabili per chi non possiede sufficienti requisiti di capitale sociale.
Migliorini e Venini (2001) considerano anche la «relazione di vicinato spiacevole o di disturbo» (annoyance), in cui si verifica che l'eccessiva prossimità fisica influenza le relazioni in maniera negativa, in modo tale da sopravanzare i lati positivi della relazione sociale.
Roberta Iannone (2005, p. 24), trattando di «autoregolazione del capitale sociale», parla di un'oscillazione tra i due rischi, da una parte di «sciogliersi nella fluidità delle connessioni» e dall'altra di «irrigidirsi nel cemento di un'integrazione eccessiva». Come esempio di queste due situazioni estreme, cita gli idealtipi fotografati da Durkheim, rispettivamente nel suicidio egoistico (corrispondente ad una situazione di mera connessione senza integrazione dei reticoli) e altruistico (elevata integrazione ma carenza di connessioni).
Ancora la Iannone, collega l'autoregolazione del c.s. al concetto di reputazione sociale come sistema di controllo informale della società, che si realizzerebbe per mezzo di influenza, incentivazione, convincimento piuttosto che con i mezzi più formali della costrizione e della codificazione.
Luhmann (2002) fa notare che un estraneo che gode di poca o nulla considerazione può agire con maggiore libertà, rispetto a «chi vive in un luogo da molto tempo, chi è già conosciuto, chi ha fiducia e gode dell'altrui fiducia, è imbrigliato proprio per questa ragione in un reticolo di norme che egli stesso ha contribuito a tessere, e dal quale non può districarsi» (p. 98).
Portes (1998) parla anche di downward levelling norms, cioè norme sociali che spingono verso il basso. Un esempio e quello di una gang metropolitana in cui la rete di sostegno è fondata sulla contrapposizione alla società civile.
G. Bravo (2002), in uno studio sulla società valdostana più tradizionale, ha rilevato che nelle comunità più coese, ma ormai marginali a causa dell'isolamento geografico o della riduzione ai minimi termini per i processi di emigrazione, è probabile che la difesa incondizionata, da parte dei pochi membri rimasti, di valori, istituzioni e modelli di relazione tradizionali abbia accelerato il declino economico di queste aree, attraverso un sempre minore adattamento ai mutamenti del contesto esterno e l'“espulsione” di potenziali innovatori. Questo sarebbe un esempio del “lato oscuro” del c.s., con particolare riferimento alla sua capacità di generare spinte al conformismo ed esclusione nei confronti di attori sociali non inclusi negli schemi sociali e valoriali del gruppo. La stessa forza della comunità diventa qui fonte d'immobilismo, incapacità d'adattamento e quindi declino.